# La Mallorquina

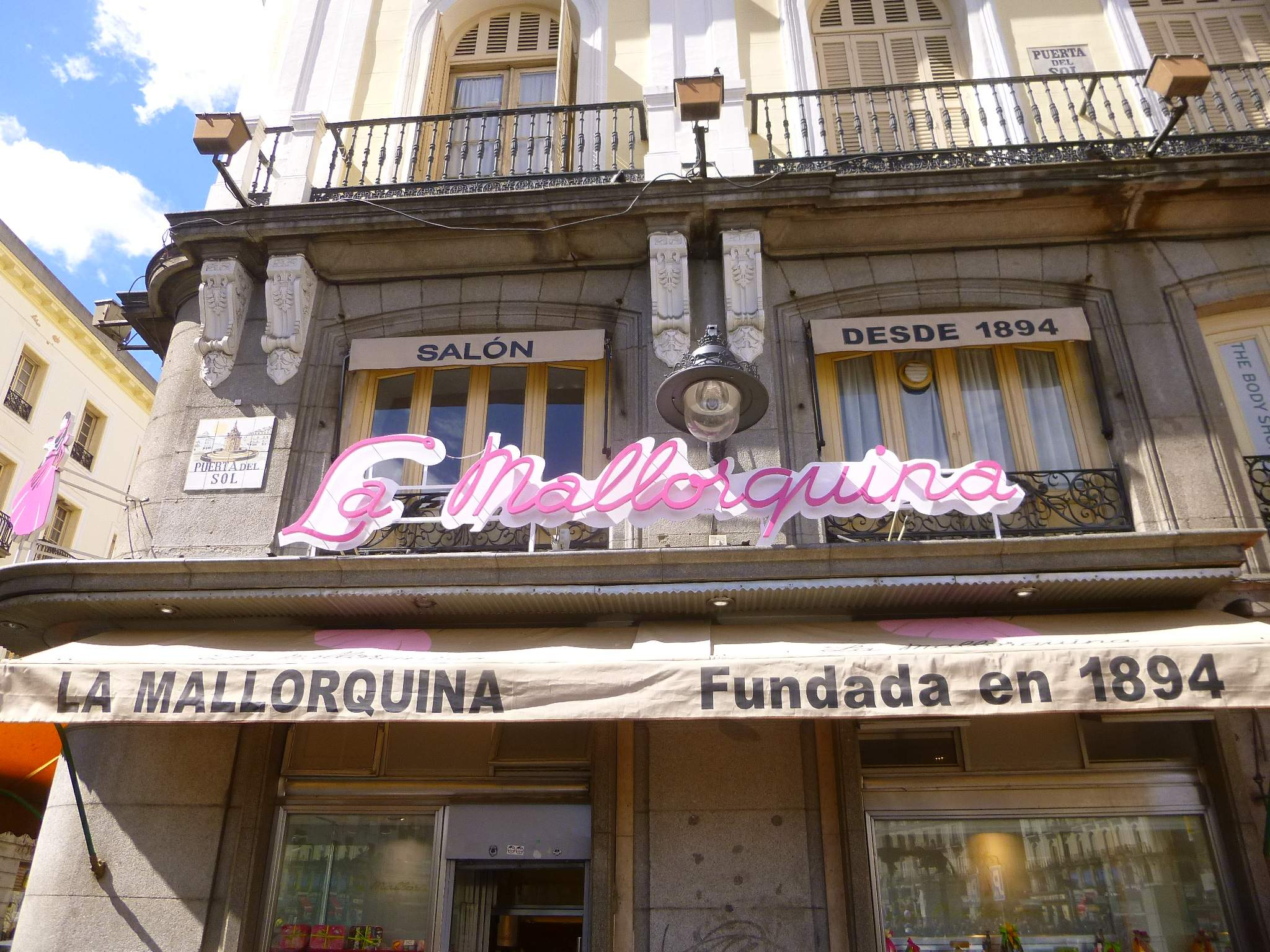
Frontal de la Mallorquina.

La Mallorquina es una pastelería-cafetería situada en la Puerta del Sol de Madrid, haciendo esquina con la calle Mayor, famosa por ofrecer bollería típica desde 1894 y por ser un animado café de tertulia. Sus tres escaparates muestran golosas variedades de la repostería madrileña. 

## Historia
A mediados del siglo XIX ya existía en el local que ocupa hoy la pastelería, un café y salón de té propiedad de Antonio Garín, mientras la antigua Mallorquina se encontraba en el número 10 de la calle de Jacometrezo, cuyos empresarios, Balaguer, Coll y Ripoll, acabaron comprando el negocio de Garín. Tras la reforma de la Puerta del Sol que permitió la apertura de locales comerciales, se abrió un nuevo local en el emplazamiento actual en 1894. 

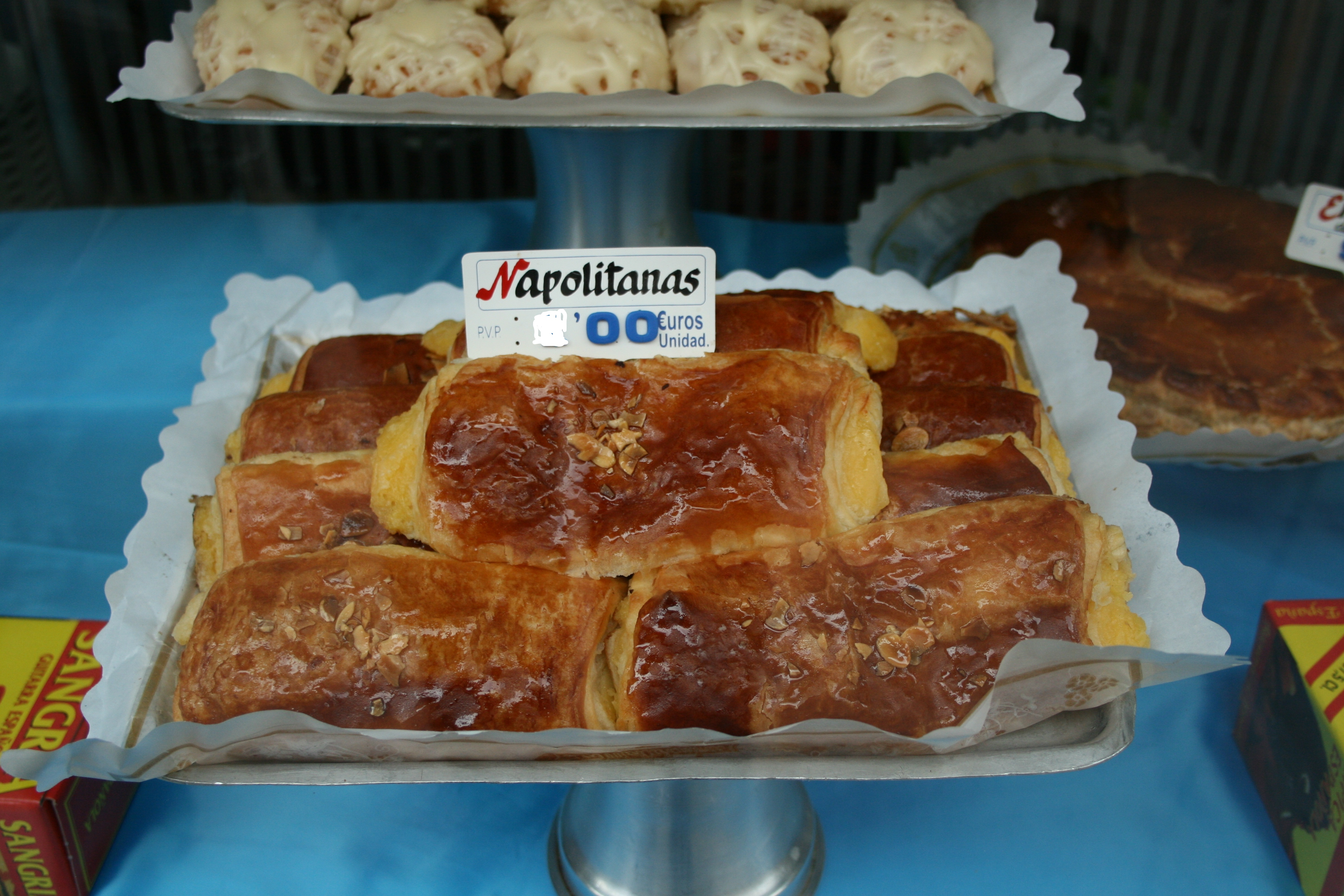
Una bandeja de napolitanas de crema en el escaparate de "La Mallorquina".

El nombre del establecimiento proviene del origen balear de Juan Ripoll, uno de los tres socios fundadores. El establecimiento era a la vez tienda de pasteles (principalmente ensaimadas), de fiambres y de botellas, con un salón interior para tertulias y meriendas con chocolate, café, cerveza, etc. Las ensaimadas mallorquinas fueron muy populares en aquella época, tomadas con chocolate. Sus camareros iban vestidos de frac y hablaban francés. Los helados no se servían en copa como era corriente, sino en platillos de cristal con forma de concha con un bollito mallorquín. Balaguer, Coll y Ripoll trajeron a la cocina madrileña dos productos mallorquines, la sobrasada y la ensaimada. En la tienda se podían adquirir estos productos junto con el jamón dulce y el huevo hilado, o tartas como la capuchina y los típicos ponches segovianos.

### Salón de té
A comienzos de siglo XX acudían a los salones de la Mallorquina ilustres familias madrileñas y personajes como Francisco Silvela o Raimundo Fernández Villaverde. También tuvo nocturna tertulia de libros, ediciones raras, objetos de arte, etc. presidida por Adolfo Bonilla y San Martín, Aureliano de Beruete y Moret, Julio Puyol y Alonso y Elías Tormo, que firmaban sus ocurrencias con el pseudónimo colectivo El Bachiller Alonso de San Martín. Tras la guerra civil, la familia Ripoll vendió el negocio. A comienzos de siglo trabajó en sus cocinas durante casi tres años como confitero, el cocinero aragonés Teodoro Bardají Mas.

## Características

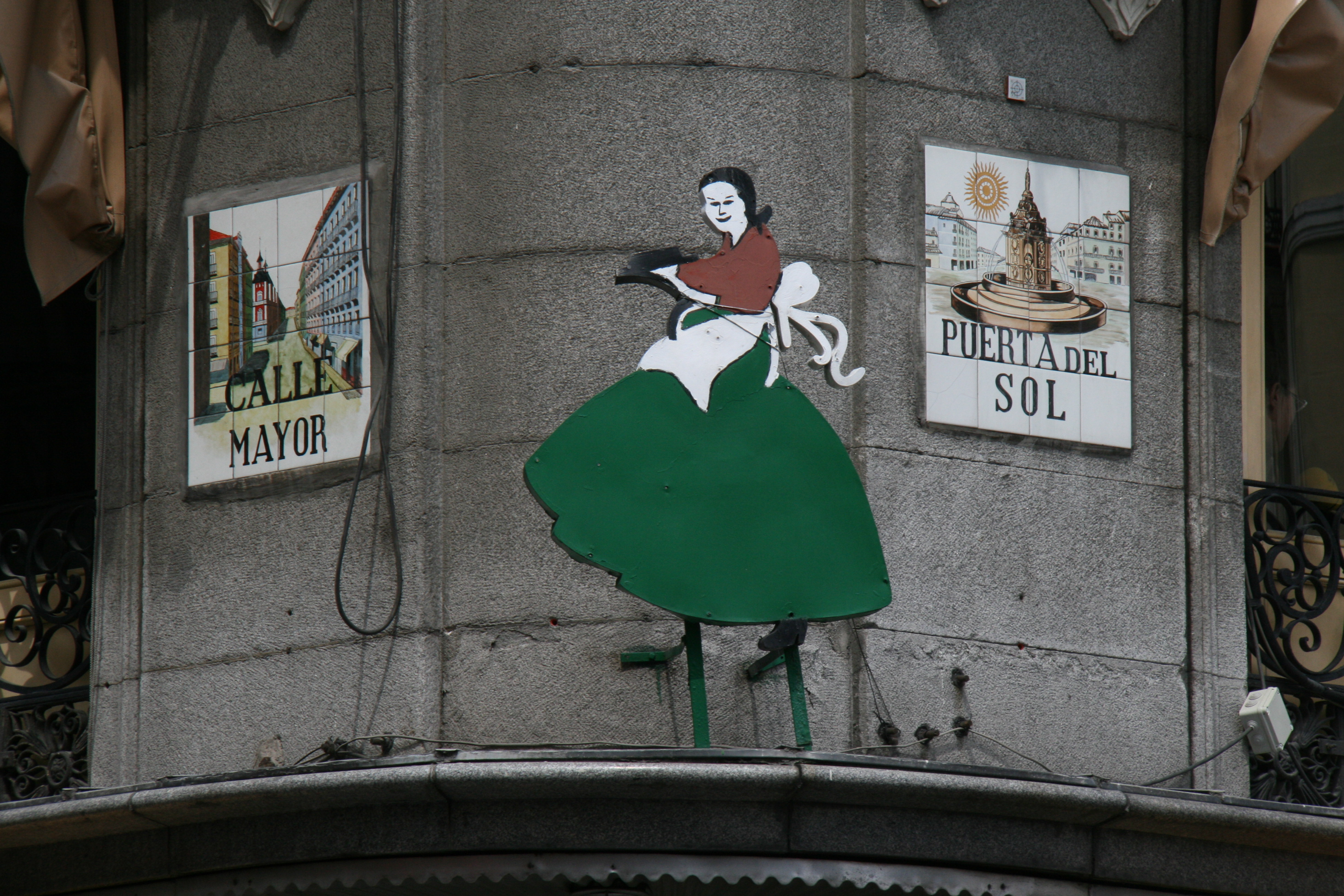
Logotipo entre las calles de Mayor y Puerta del Sol.

El establecimiento cuenta con dos entradas, una por la Puerta del Sol, nº 8 y otra por la calle Mayor, nº 2. Posee dos plantas, en la inferior se pueden comprar diversos bollos y pasteles típicos de la cocina madrileña así como caramelos y dulces diversos: entre ellos las famosas violetas. En un lateral existe una cafetería en la que se sirven cafés, chocolate con churros, sándwich mixtos, etc. en la parte superior existe un salón desde donde puede divisarse toda la Puerta del Sol. En 1889 la revista «El diario del gourmet» recorre los establecimientos madrileños y va enumerando las especialidades remarcables de cada sitio, al llegar a la Mallorquina menciona los helados. En 2006, gracias a una iniciativa del Ayuntamiento de Madrid y de la Cámara de Comercio de Madrid, la pastelería fue uno de los establecimientos que recibieron una placa conmemorativa personalizada por Antonio Mingote por ser un local centenario. Se encuentra situada junto a la entrada de la calle Mayor.

## Especialidades
- Napolitanas de crema o chocolate
- Brazo de gitano
- Trufas de chocolate
- Rosquillas tontas y listas
- Rosquillas de Santa Clara
- Aguja de ternera
- Empanada de atún
- Huesos de santo